# Läänemaa
Läänemaa (észtül: Lääne maakond) vagy Lääne megye Észtország 15 megyéjének egyike. Az ország nyugati részén helyezkedik el, nyugatról a Balti-tenger, északnyugatról Harjumaa, keletről Raplamaa és délről Pärnumaa határolja. A Balti-tengerben, a megyétől nyugatra fekszenek Saare és Hiiu szigete.

## Történelme
A német hódítás után (1227.) Lääne megye a központja lett az Ösel-Wiek püspökségnek. A területet irányító püspök részére Haapsaluban építettek várat.

## A megye közigazgatása
A megye egy városból és kilenc községből áll.

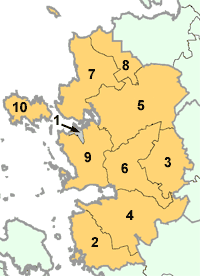
Települések Lääne megyében

Városok:
- Haapsalu

Községek:
- Hanila
- Kullamaa
- Lihula
- Lääne-Nigula
- Martna
- Noarootsi
- Nõva
- Ridala
- Vormsi

## Képtár

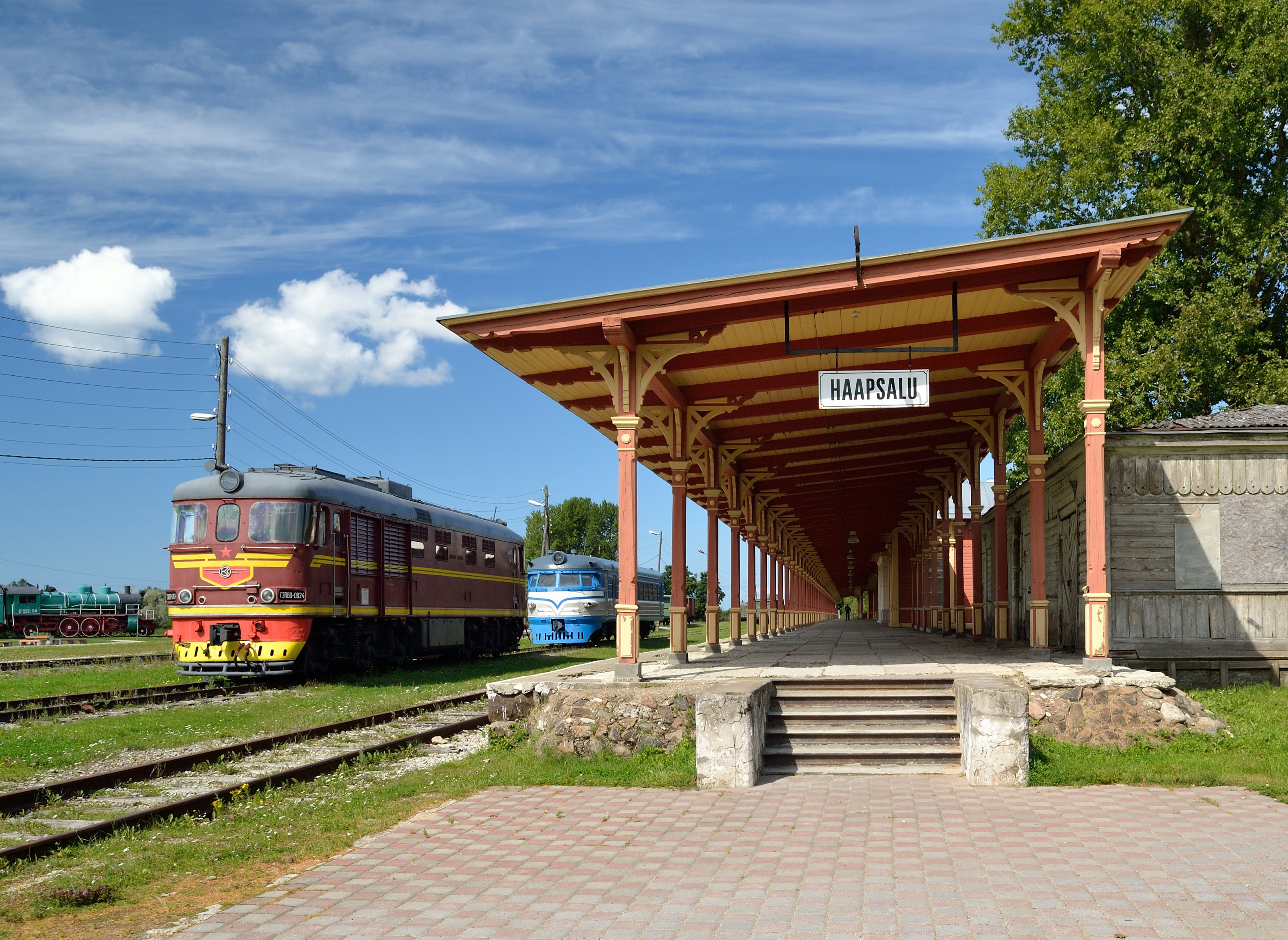
Haapsalu vasútállomása
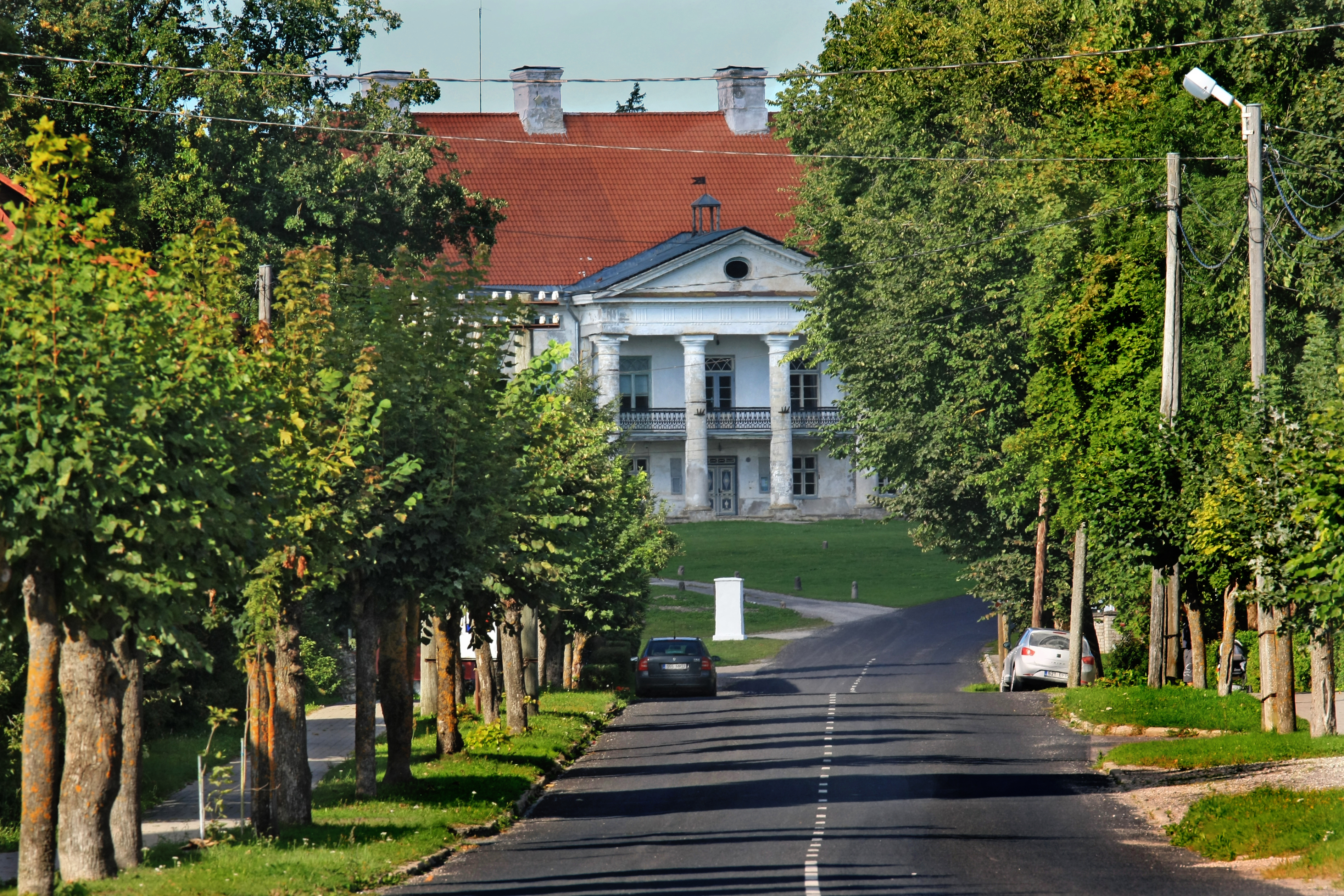
Lihula
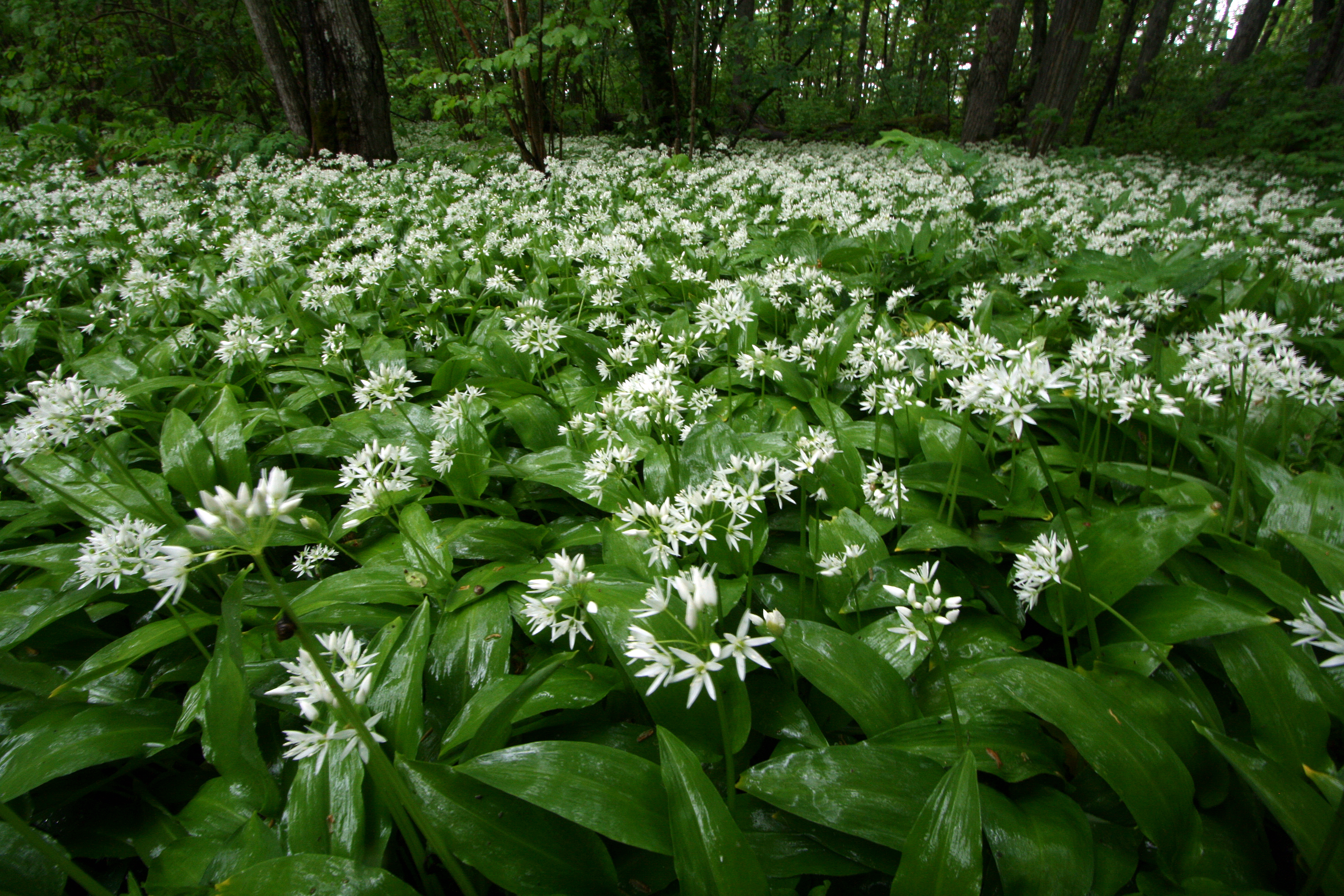
Puhtu
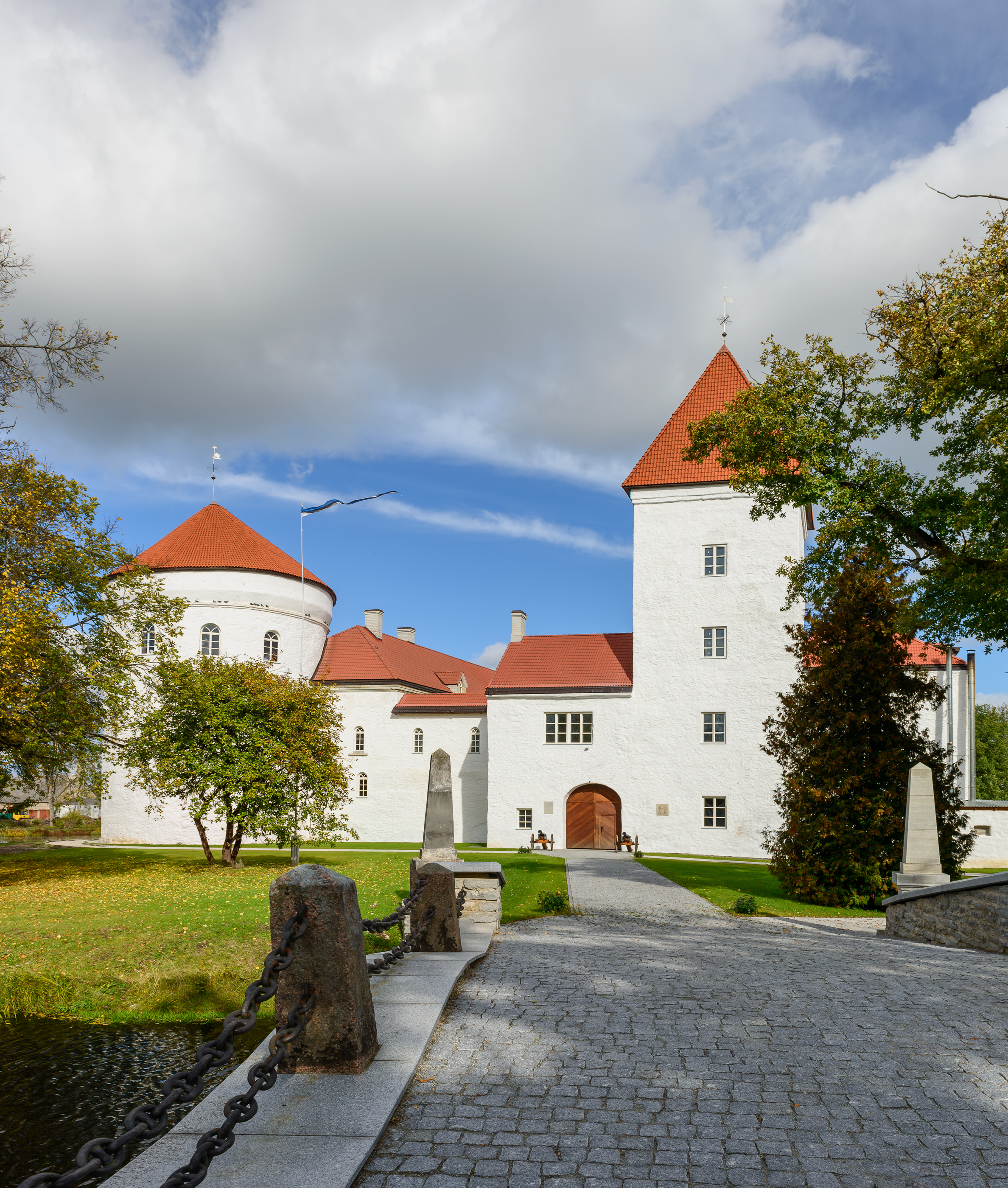
Koluvere
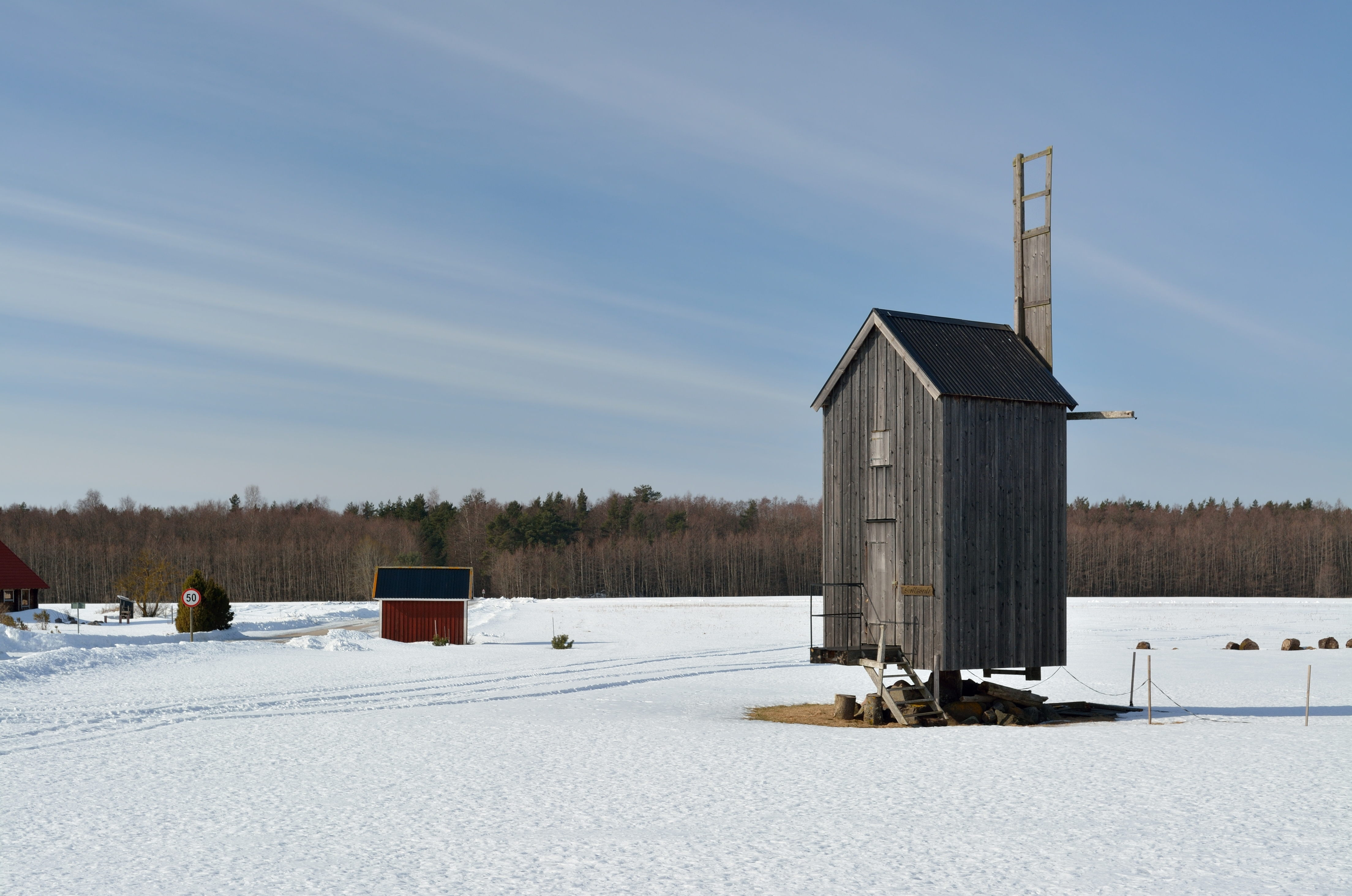
Rälby, Vormsi
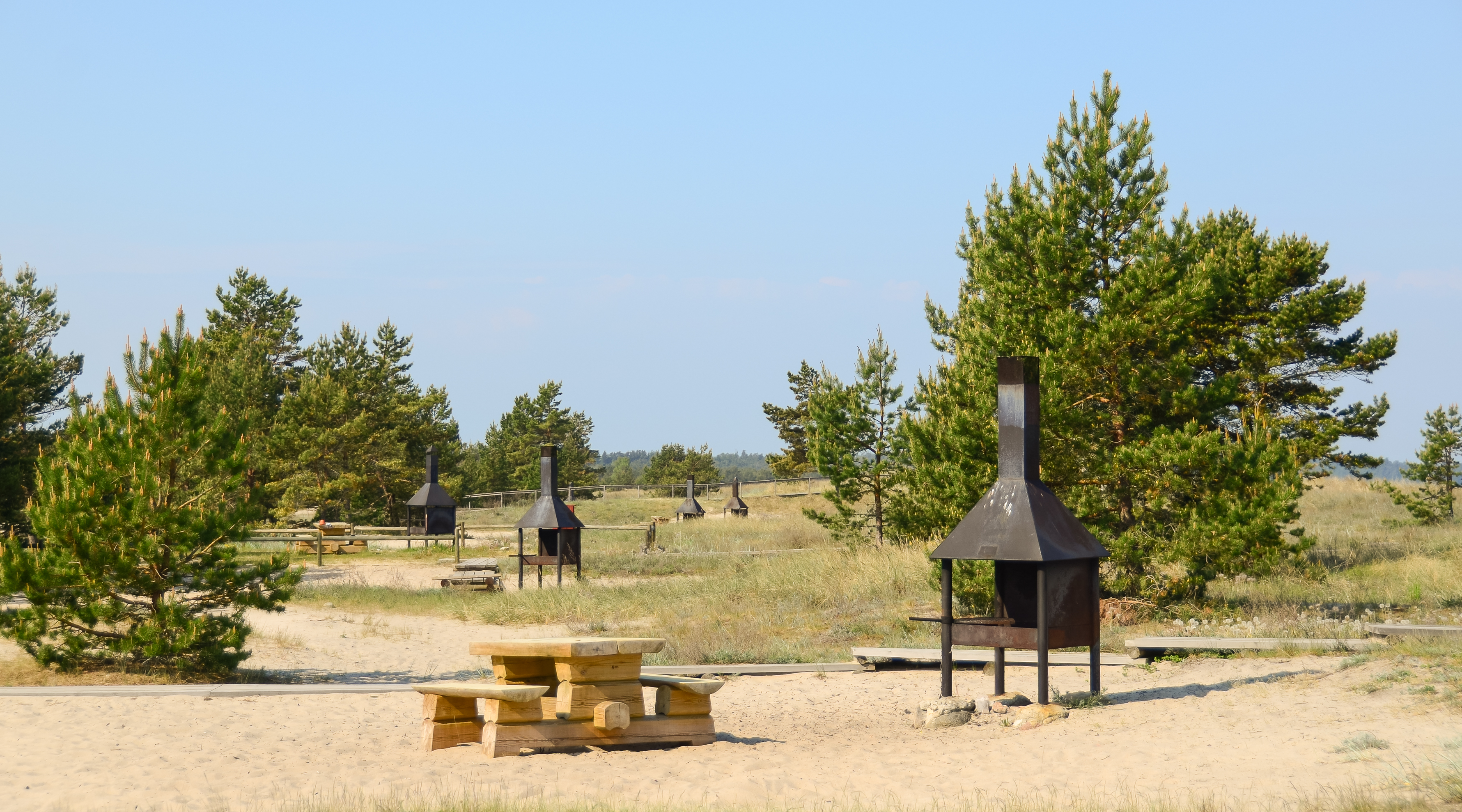
Peraküla